# Stefaan Dombrecht
Stefaan Dombrecht (Oostende, 14 augustus 1920 – Oostende, 8 januari 2007) was een Belgisch organist, muziekleraar, koordirigent en componist.

## Levensloop
Na zijn studies aan de Kosterschool in Torhout, trok hij in 1938 naar het Lemmensinstituut in Mechelen en muteerde naar het Koninklijk Conservatorium in Gent waar hij eerste prijzen behaalde voor notenleer (1941) en orgel (1944).
Hij werd organist aan de Sint-Petrus-en-Pauluskerk in Oostende als opvolger van Hilmer Verdin (1921-2006), die slechts enkele jaren het ambt waarnam (van 1945 tot 1951).
Van 1964 tot 1985 was hij leraar notenleer aan het conservatorium in Oostende. Hij richtte onder impuls van directeur Georges Maes het Conservatoriumkoor op dat vaak optrad samen met het Nationaal Kamerorkest onder leiding van Maes zelf.
Dombrecht gaf tal van orgelrecitals in binnen- en buitenland met muziek van de 18de tot de 20ste eeuw en verzorgde tal van orgelinspelingen.
Hij schreef liturgische composities en gelegenheidswerken (niet uitgegeven).
Hij was de vader van pianiste Hilde Dombrecht, hoboïst-dirigent Petrus Dombrecht en hoornist Paul Dombrecht. Hij ontving in 2006 samen met zijn zonen Petrus en Paul de “Prijs van de Cultuurraad Oostende”.
Stefaan Dombrecht woonde in “Huize Léander Vilain” (genoemd naar een beroemd voorganger) in de Prins Boudewijnstraat in Oostende.
Peter Ledaine volgde hem op als organist van de Sint-Petrus-en-Pauluskerk in Oostende.